# Best Night of Our Lives
| Críticas profissionais | Críticas profissionais |
| Avaliações da crítica  | Avaliações da crítica  |
| Fonte                  | Avaliação              |
| ---------------------- | ---------------------- |
| allmusic               | [ 2 ]                  |
| Jesus Freak Hideout    | [ 1 ]                  |

Best Night of Our Lives é o quinto álbum de estúdio da banda Everyday Sunday, lançado a 16 de junho de 2009.

## Faixas
1. "The Best Night of Our Lives" — 3:14
2. "Under Your Thumb" — 3:11
3. "Lies and Fear Go Hand in Hand" — 3:27
4. "Breathing for Me" — 2:42
5. "Where I Ended" — 3:21
6. "Figure It Out" — 3:44
7. "Pity the Man Who Falls and Has No One to Help Him Up" — 2:48
8. "Come Around" — 3:23
9. "Here With Me" — 5:07
10. "In the End" — 3:35
11. "Reprise (Where I Ended)" — 3:48

## Desempenho nas paradas musicais
| Parada musical (2009)                 | Posição |
| ------------------------------------- | ------- |
| Estados Unidos - Billboard 200        | 187     |
| Estados Unidos - Top Christian Albums | 15      |
| Estados Unidos - Top Heatseekers      | 5       |